# 프로프라놀롤
프로프라놀롤(Propranolol - 상품명으로 인데놀 등이 사용된다.)은 비선택적 베타 차단제의 하나로, 심장 박동을 조절하여 고혈압, 부정맥 치료 등 심혈관계 질환을 치료하는 데 사용되는 약물이다. 현재 이 약물은 올림픽 금지 약물로 지정되어 있으며, 2008년 하계 올림픽에서 조선민주주의인민공화국의 사격 선수 김정수가 이 약물을 쓴 것으로 밝혀져 메달을 박탈당하고 추방당한 바가 있다.